# Hadena rolleti
Hadena rolleti är en fjärilsart som beskrevs av Yves de Lajonquière 1969. Hadena rolleti ingår i släktet Hadena och familjen nattflyn. Inga underarter finns listade i Catalogue of Life.